# Devalvacija jednog osmijeha
Devalvacija jednog osmijeha je hrvatski dokumentarni film. Snimljen je u crno-bijeloj tehnici 1967. godine u režiji Vojdraga Berčića. Snimljen je u proizvodnji Zagreb filma i SDF-a.
Realizacija: Vojdrag Berčić, Frano Vodopivec, V. Kraus Rajterić, Lida Braniš, Lidija Jojić, Mladen Prebil, Hinko Šarinić, Ante Deronja, 

## Radnja
Film kazuje priču o romskome radniku u Željezari Zenici Arifu Heraliću čiji se lik nalazio na novčanici od deset i tisuću dinara. Heralić je tražio novčanu naknadu za korištenje svog lika na novčanici koju nije dobio. Preminuo je 1971. godine kao invalid rada u krajnjem siromaštvu.

## Vanjske poveznice
- Dokumentarni film „Devalvacija jednog osmijeha”, Youtube